# تله-کامیونیکیشنز
تله-کامیونیکیشنز (انگلیسی: Tele-Communications) شرکت مخابرات آمریکایی بود، که در سال ۱۹۶۸ تأسیس و در سال ۱۹۹۹ منحل شد.